# Nederland op het Eurovisiesongfestival 2022

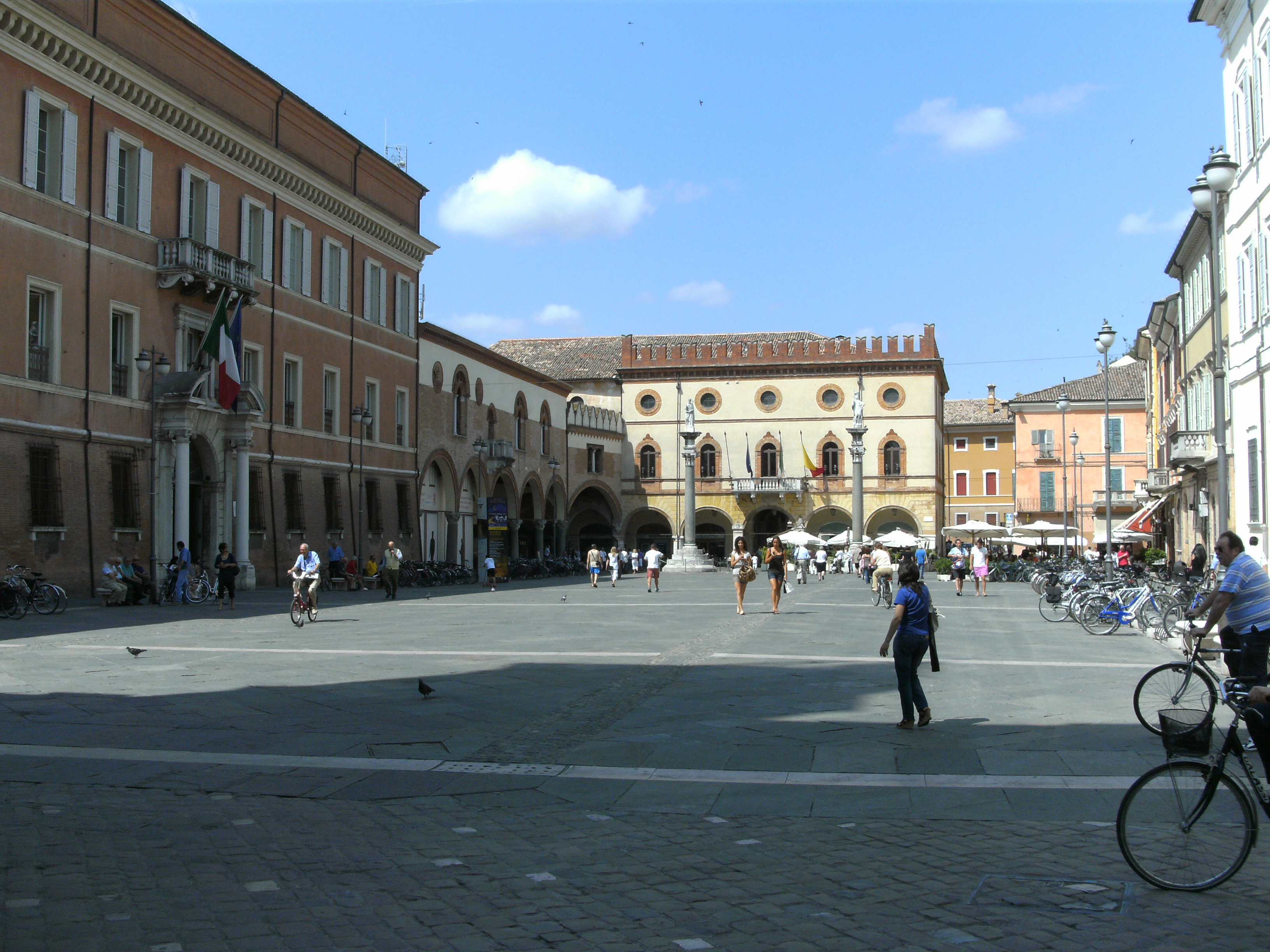
Ravenna werd gebruikt als locatie voor de postcard van S10 in de eerste halve finale.

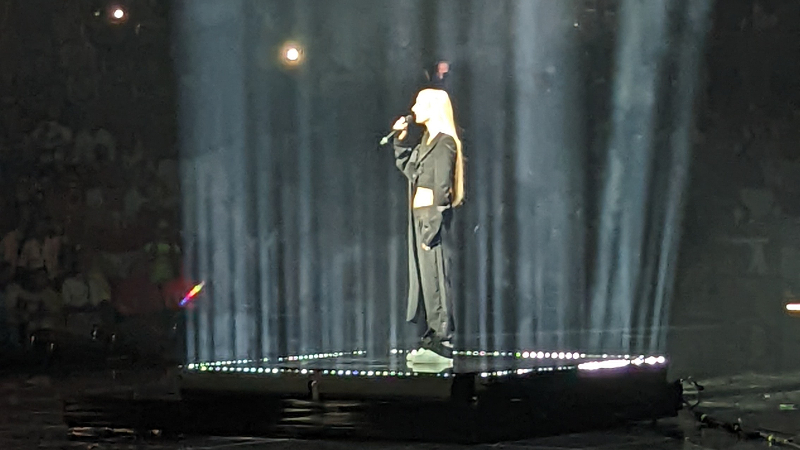
S10 tijdens de eerste halve finale.

Nederland nam deel aan het Eurovisiesongfestival 2022 in Turijn, Italië. Het was de 62ste deelname van het land aan het Eurovisiesongfestival. AVROTROS was verantwoordelijk voor de Nederlandse inzending.

## Selectieprocedure
Reeds op 24 mei 2021, kort na afloop van het Eurovisiesongfestival 2021, opende de AVROTROS de inschrijvingen voor deelname aan het Eurovisiesongfestival 2022. Nederland koos wederom voor een interne selectie. Geïnteresseerden konden zich tot en met 31 augustus 2021 aanmelden met maximaal drie nummers. Een selectiecomité onder leiding van delegatieleider Lars Lourenco selecteerde vervolgens de Nederlandse bijdrage voor Turijn. De keuze viel uiteindelijk op S10 (artiestennaam van Stien den Hollander). Haar deelname werd op 7 december 2021 aangekondigd. Het nummer “De diepte” waarmee ze zal aantreden werd op 3 maart 2022 aan het grote publiek gepresenteerd. Dit gebeurde vanuit het Koninklijk Theater Tuschinski in Amsterdam. Den Hollander maakte het nummer in samenwerking met producer, componist en muzikant Arno Krabman. De inzending van Nederland was voor het eerst in 11 jaar weer in het Nederlands. Volgens Den Hollander past dit in een trend, waarin meerdere deelnemers aan het evenement weer in hun landstaal zingen.

## In Turijn
Nederland trad aan in de eerste halve finale, op dinsdag 10 mei 2022. S10 was als achtste van zeventien artiesten aan de beurt, net na Intelligent Music Project uit Bulgarije en gevolgd door Zdob și Zdub & Frații Advahov uit Moldavië.
In de finale, op zaterdag 14 mei 2022, trad Nederland als elfde van vijfentwintig landen aan, net na Chanel uit Spanje en gevolgd door Kalush uit Oekraïne. Nederland werd in de finale uiteindelijk elfde met 171 punten. Van de Italiaanse jury kreeg S10 de maximale 12 punten.

### Voting
| Score     | Televoting          | Jury                |
| --------- | ------------------- | ------------------- |
| 12 punten | Oekraïne            | Griekenland         |
| 10 punten | Moldavië            | Zwitserland         |
| 8 punten  | Verenigd Koninkrijk | Portugal            |
| 7 punten  | Spanje              | Australië           |
| 6 punten  | Polen               | België              |
| 5 punten  | Noorwegen           | Spanje              |
| 4 punten  | België              | Verenigd Koninkrijk |
| 3 punten  | Servië              | Noorwegen           |
| 2 points  | Zweden              | Moldavië            |
| 1 point   | Estland             | Zweden              |

1956 · 1957 · 1958 · 1959 · 1960 · 1961 · 1962 · 1963 · 1964 · 1965 · 1966 · 1967 · 1968 · 1969 · 1970 · 1971 · 1972 · 1973 · 1974 · 1975 · 1976 · 1977 · 1978 · 1979 · 1980 · 1981 · 1982 · 1983 · 1984 · 1985 · 1986 · 1987 · 1988 · 1989 · 1990 · 1991 · 1992 · 1993 · 1994 · 1995 · 1996 · 1997 · 1998 · 1999 · 2000 · 2001 · 2002 · 2003 · 2004 · 2005 · 2006 · 2007 · 2008 · 2009 · 2010 · 2011 · 2012 · 2013 · 2014 · 2015 · 2016 · 2017 · 2018 · 2019 · 2020 · 2021 · 2022 · 2023 · 2024 · 2025
Albanië · Armenië · Australië · Azerbeidzjan · België · Bulgarije · Cyprus · Denemarken · Duitsland · Estland · Finland · Frankrijk · Georgië · Griekenland · Ierland · IJsland · Israël · Italië · Kroatië · Letland · Litouwen · Malta · Moldavië · Montenegro · Nederland · Noord-Macedonië · Noorwegen · Oekraïne · Oostenrijk · Polen · Portugal · Roemenië · San Marino · Servië · Slovenië · Spanje · Tsjechië · Verenigd Koninkrijk · Zweden · Zwitserland